# 新関門トンネル
新関門トンネル（しんかんもんトンネル）は、西日本旅客鉄道（JR西日本）山陽新幹線新下関駅 - 小倉駅間にある鉄道海底トンネルである。関門海峡を横断する交通施設では最も新しいものである。
1975年3月の開通当時は日本一長い鉄道トンネルであった。その後開通した青函トンネルなどに抜かれはしたものの、山陽新幹線または東海道・山陽新幹線系統のトンネルでは現在でも最長のトンネルでもある。

## 概要
- 起点 : 山口県下関市一の宮学園町
- 終点 : 福岡県北九州市小倉北区下富野2丁目
- 全長 : 18,713 m（山陽新幹線および東海道・山陽新幹線のトンネルでは最長）
- 海底区間 : 880 m
- 海面下 : 66 m
- 最小土被り（海底区間） : 24 m
- トンネルの取付勾配 : 18/1000
- 軌間 : 1,435 mm（新幹線規格）
- 電化方式 : 交流 25 kV・60 Hz

建設にあたっては高速運転を実現するためにルートの抜本的な見直しが行われ、本州側・九州側とも内陸側から緩やかに潜り、かつ海底部が最狭となる下関市壇ノ浦と北九州市門司区和布刈の間で関門海峡を通過する線形となっている。このため、全長は在来線の関門トンネルの5倍以上となっているにもかかわらず、海底区間は関門トンネルより短い（関門トンネルは全長3.6 km、うち海底部1,140 m）。
地上部分では終点より約100 m程度下関寄りの下富野2丁目には土被りがなく、覆工コンクリートが露出している区間があるので、トンネル全体でいえば最小土被りは0 mとなる。
なお、このトンネルの中間点から約1.8 km新下関寄りに新幹線1000キロポストがある。これは日本国内唯一の1000キロポストである。

## 沿革
- 1970年（昭和45年）2月10日 - 起工
- 1973年（昭和48年）7月17日 - 導坑貫通
- 1975年（昭和50年）3月10日 - 日本国有鉄道により営業運転（供用）開始。
- 1987年（昭和62年）4月1日 - 国鉄分割民営化により、JR西日本へ移管。